# آدم كوهن (صحفي)
آدم كوهن (بالإنجليزية: Adam Cohen)‏ هو صحفي أمريكي، ولد في 1962.